# Sydney Football Club (féminines)
Maillots
Actualités
Le Sydney Football Club Women est la section féminine du Sydney FC, basé à Sydney en Australie. Il évolue en W-League, la première division australienne.

## Histoire
En 2012-2013, le club bat le Melbourne Victory en finale pour remporter son deuxième titre.
Les Sky Blues retrouvent le titre en 2018-2019 en dominant le Perth Glory en finale.
Le club atteint à nouveau la finale du championnat australien en 2019-2020 après avoir éliminé le Melbourne Victory, mais est battu par Melbourne City.
En 2020-2021, le club remporte le Premiership en terminant premier de la saison régulière avec un effectif rajeuni, mais perd en finale du Championship face au Melbourne Victory.

## Palmarès

### W-League
- Premiership (saison régulière) : 2009, 2010-2011, 2020-2021, 2021-2022, 2022-2023
- Championship (play-offs) : 2009, 2012-2013, 2018-2019, 2022-2023

## Rivalités
Le Sydney FC dispute le derby de Sydney face aux Western Sydney Wanderers. Les rencontres face au Melbourne Victory, surnommées Big Blue, sont également importantes.